# ترانه‌ای برای یک پسر ژنده‌پوش
ترانه‌ای برای یک پسر ژنده‌پوش فیلمی است به کارگردانی آیزلینگ والش که بر اساس اتفاقات واقعی ساخته شده است.